# Scaptomyza exilis
Scaptomyza exilis är en tvåvingeart som beskrevs av Mcevey 1990. Scaptomyza exilis ingår i släktet Scaptomyza och familjen daggflugor.
Artens utbredningsområde är Madagaskar. Inga underarter finns listade i Catalogue of Life.